# Schlesische Werkstätte für Kunstweberei
Die Schlesische Werkstätte für Kunstweberei in Ober-Schreiberhau war von 1911 bis 1919 eine von Wanda Bibrowicz gegründete und geführte Kunstweberei. Sie knüpfte einerseits an die Tradition des Kunstgewerbes im Riesengebirge an und hatte andererseits Anteil an der Gründungswelle ähnlicher Werkstätten in verschiedenen Teilen Deutschlands. Sie wurde geprägt von der Kreativität des Künstlerpaares Max Wislicenus und Wanda Bibrowicz, die Anschluss fanden an das von den Brüdern Carl und Gerhart Hauptmann geprägte kulturelle Zentrum in Schreiberhau.

## Gründung
Im Herbst 1911 siedelte Wanda Bibrowicz aus der „Kunststadt“ Breslau, wo sie an der Königlichen Kunst- und Gewerbeschule bei Max Wislicenus die Bildwirkerei gelernt hatte, nach Ober-Schreiberhau um. Hier gründete sie die Schlesische Werkstätte für Kunstweberei und richtete für ihre nächste Familie ein „Haus der Ruhe und Harmonie“ ein. Sie lebte fortan zusammen mit ihrer künstlerisch begabten Schwester Hela und ihrer Mutter, die bis zum Lebensende bei ihr blieb.

### Flucht aufs Land
Die Trennung von ihrem verheirateten, 17 Jahre älteren Lehrer Wislicenus geschah aus persönlichen Gründen, war aber zugleich eine Suche nach Inspiration: „Die Zeit von Schreiberhau förderte sie geistig, gab ihr ein Hochgefühl und bereicherte ihr Leben“, schrieb 1954 Wislicenus, der sie 1949 heiratete, nachdem er Witwer geworden war.
Durch die „Flucht“ Wanda Bibrowiczs aufs Land wurde das Leben der Künstlerin ruhiger. Sie konnte die emotionalen Belastungen der Breslauer Zeit hinter sich lassen. Den Kontakt zu Max Wislicenus brach sie nicht ab, löste sich aber von seinen familiären Problemen und zum Teil auch von seinem künstlerischen Einfluss.

### Zugang zur Künstlerkolonie
Gleich nach ihrem Umzug gewann Wanda Bibrowicz Zugang zu der kleinen Künstlerkolonie, die sich in Schreiberhau gebildet hatte. Das waren vor allem Carl Hauptmann und seine erste Frau Martha, deren Freundschaft sie ihr Leben lang begleitete. Zu diesem Kreis gehörten auch Werner Sombart, Wilhelm Bölsche, Hermann Stehr und Anna Teichmüller.

„Die Künstler trafen sich relativ häufig im Haus der Hauptmanns, sie bildeten jedoch keine „Schule“. Der Gedankenaustausch in diesem intellektuell und geistig anregenden Kreis ermöglichte neue Erlebnisse, die wiederum Impulse für die eigene Arbeit mit sich brachten, ohne jedoch in sie unmittelbar einzugreifen.“

Kurz nach dem Umzug nach Ober-Schreiberhau eröffnete Bibrowicz eine eigene Webwerkstätte, die später den Namen „Schlesische Werkstätte für Kunstweberei“ erhielt und damit zur Entwicklung der Webkunst in der Region beitrug.

## Arbeit

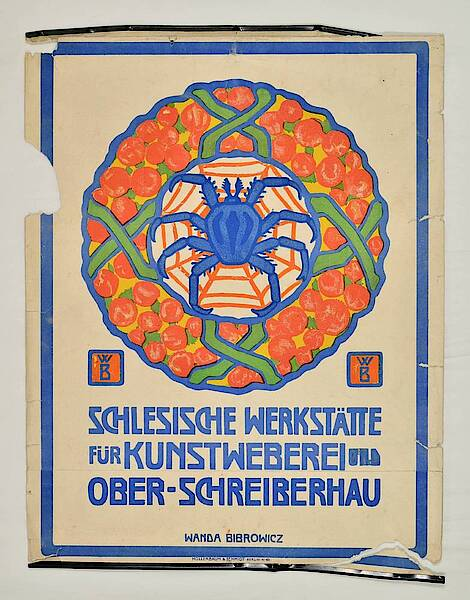
Logo der Schlesischen Werkstätte für Kunstweberei

Wanda Bibrowicz investierte viel Zeit und Energie in ihre neue Werkstätte. Sie strebte ein hohes künstlerisches Niveau an, um die in Breslau begonnene Arbeit weiterzuführen. Sie wurde dabei unterstützt von der Weberin Grete Zeht, die mit nach Ober-Schreiberhau gekommen war. Gemeinsam wurden von den beiden Frauen die ersten Kunsttextilien entworfen und gearbeitet. Bibrowicz bildete zusätzlich zwei weitere Weberinnen aus und organisierte neben der Werkstätte eine kleine Galerie, die von Gästen und Touristen gern besucht wurde.
Carl Hauptmann war dort häufiger Gast. Er bewunderte ihre Werke und schöpfte aus ihnen Inspirationen für seine Poesie. In seinen Memoiren schrieb er:

„Kunstkenner können in dem kleinen Salon in Ober-Schreiberhau und in der daran anschließenden, kleinen Werkstatt Stunde um Stunde verbringen und sich entzücken an Schätzen, die Fräulein Bibrowicz aus ihren heimlichen Schränken aufrollt.“

### Erfolge im Ausland
In dieser Zeit erzielte Bibrowicz Erfolge auch im Ausland. Man berichtete über sie in den wichtigsten deutschen Zeitungen, aber auch in Norwegen, Schweden und Holland. In der amerikanischen Presse erschienen Reproduktionen ihrer Gobelins. Mit ihren Werken wurden der neue Sitz der Breslauer Verwaltung und andere repräsentative Säle geschmückt.

„Dies war für ihr Schaffen ohne Zweifel eine fruchtbare Zeit, die ihr darüber hinaus ein Selbstwertgefühl gab und ihr geistiges Leben bereicherte. In künstlerischer Hinsicht war dies die Zeit ihrer reifsten Werke.“

### Künstlerische Entwicklung
In Wanda Bibrowicz’ bisherigen Entwürfen und Werken waren Tiere die Hauptfiguren. In Ober-Schreiberhau erweiterte sie die Themenpalette, sie führte Blumenelemente und naturalistische dekorative Formen im Geist des Jugendstils in ihre Kunstwerke ein, um schließlich im Ratzeburger Gobelin-Zyklus weitaus schwierigere technische und künstlerische Probleme zu beherrschen.
Um die Existenz der Werkstätte zu sichern und eine Gruppe von ausgebildeten Weberinnen halten zu können, produzierte die „Schlesische Werkstätte für Kunstweberei“ auch Gebrauchstextilien: Handtaschen, Kissen, Decken und viele andere kleinere Objekte, deren Verkauf nicht so sehr der Förderung des Kunsthandwerks diente, sondern Bedürfnisse des alltäglichen Lebens befriedigte.
Häufige Gäste in der Schreiberhauer Werkstätte waren alte Freunde aus Breslau, unter ihnen Max Wislicenus, Hans Poelzig, Theodor von Gosen sowie Heinrich Tüpke und Alfred Nickisch. Die Zusammenkünfte mit diesen Künstlern stimulierten Wanda Bibrowicz zu weiteren künstlerischen Experimenten und Erkundigungen.

„Es war eine Zeit, in der sich Wanda Bibrowicz hauptsächlich auf ihre eigenen Projekte konzentrierte. Neben interessanten kleinformatigen Textilien entstanden damals auch monumentale Gobelins. Diese Periode gehört zu ihren fruchtbarsten.“

### Ratzeburger Gobelin-Zyklus

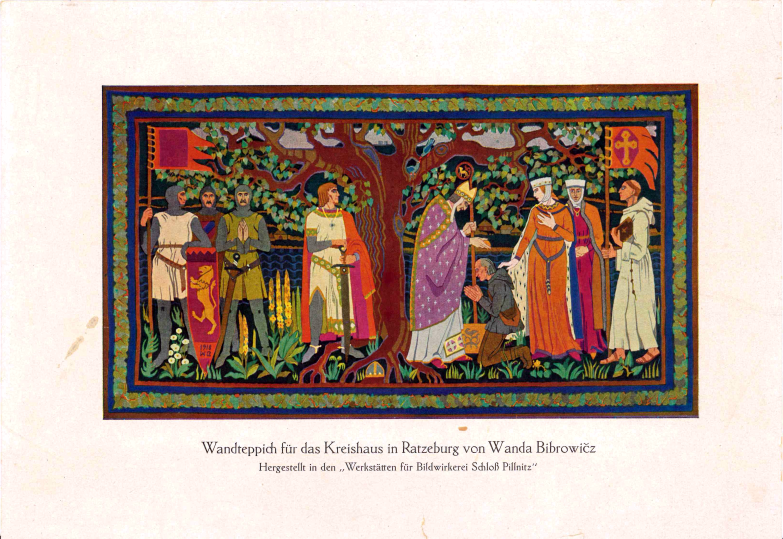
Wandteppich von Wanda Bibrowicz im Sitzungssaal des Alten Kreishauses in Ratzeburg, aufgehängt 1922

Die wichtigste Arbeit aus der Schreiberhauer Zeit war ein Zyklus von zwölf Tapisserien, die für das Ratzeburger Kreishaus angefertigt wurden und vor Ort erhalten sind. Den Auftrag bekam die Künstlerin 1914 auf Vermittlung Hans Poelzigs und arbeitete acht Jahre lang an der Realisierung.
Thematisch hängt das Werk mit der Geschichte des historischen Herzogtums Sachsen-Lauenburg zusammen, es bezieht sich aber auch auf allgemeine Inhalte.
Der Hauptteil der Bildwirkerei ist mit „Christianisierung“ betitelt und zeigt die Belehnung eines westdeutschen Siedlers durch den Bischof Evermod zur Zeit Heinrichs des Löwen. Die Komposition ergänzen zwei kleinere Gobelins mit der Darstellung eines Knappen und eines Mönchs.
Auf den drei weiteren großen Wandteppichen sind drei Städte abgebildet: Ratzeburg, Lauenburg und Mölln. Die Stadtsilhouetten erscheinen im Hintergrund, während im Vordergrund unterschiedliche Szenen zu sehen sind, die sich auf verschiedene, für den jeweiligen Ort typische Wirtschaftszweige beziehen.
Zum Zyklus gehören darüber hinaus zwei Gobelins mit Jagdszenen und ein Gobelin mit vorüberziehenden Reihern sowie drei Gobelins mit Wappen. Das Werk ist großzügig gestaltet und umfasst einen Reichtum von Menschen-, Tier- und Pflanzenmotiven. Es bleibt zugleich sehr homogen, sowohl formal als auch bildnerisch.

## Umzug nach Dresden
Die Ruhe und Freude am Schaffen wurde damals lediglich durch die finanzielle Unsicherheit der Künstlerin gestört. Es gab erste Überlegungen, mit der „Schlesischen Werkstätte für Kunstweberei“ ins Ausland abzuwandern. Da schaltete sich Hans Poelzig ein, der inzwischen Baurat in Dresden geworden war. Auf seinen Vorschlag hin wurden Wanda Bibrowicz und Max Wislicenus 1919 vom Sächsischen Ministerium für Wirtschaft, Handel und Industrie nach Dresden berufen, wo sie die Werkstätten für Bildwirkerei einrichten sollten, die Anfang 1920 im Schloss Pillnitz eröffnet wurden.

„Das Duo Bibrowicz/Wislicenus gehört in die Reihe von Künstlerpaaren, die regelrecht zur ‚Legende‘ wurden, wie zum Beispiel Paula Modersohn-Becker und Otto Modersohn, Françoise Gilot und Pablo Picasso, Charlotte Berend-Corinth und Lovis Corinth, Gabriele Münter und Wassily Kandinsky, Camille Claudel und Auguste Rodin. Jede dieser Geschichten ist anders, aber alle sind voller Leidenschaft und gegenseitiger Inspiration, wenn auch nicht immer in der idealen Symmetrie. Den Hintergrund unserer Geschichte bildet die Landschaft des Riesengebirges, von der sich Wanda Bibrowicz nur schwer trennen konnte, als sie nach Dresden zog. Erst dort, in Dresden, kam für die geduldige Liebe der beiden die Erfüllung. Für die tiefgläubige Wanda war es von höchster Bedeutung. Für sie endete die Zeit der Unruhe und des ständigen inneren Zwiespalts. Ihre Partnerschaft hatte in einer sehr komplizierten Situation die Probe der Zeit überstanden. Sie haben alles das gefunden, wovon sie immer geträumt hatten.“

## Fazit
Die „Schlesische Werkstätte für Kunstweberei“ dokumentierte in ihren künstlerischen Erzeugnissen, dass Wanda Bibrowicz dem individuellen Kunstwerk große Bedeutung zuschrieb. Diese Haltung und die Kompromisslosigkeit der Weberin führten zur Erneuerung der Webkunst und Entdeckung eines neuen Ausdrucks für die alte Technik zu Beginn des 20. Jahrhunderts.